# Arnold Pasquier
Pour les articles homonymes, voir Pasquier.
Arnold Pasquier, né en 1968 à Paris, est un réalisateur de cinéma français

## Biographie
Arnold Pasquier est l’auteur d’une œuvre qui explore les champs de la fiction, du documentaire, de l’essai et du cinéma expérimental. Il partage son activité entre projets personnels, enseignement (Énsa de Paris-Belleville) et collaborations en tant que chef-opérateur et monteur.
Dès ses études d’arts plastiques et de cinéma, il réalise des essais en Super 8 et en vidéo, mêlant journaux filmés et fictions. À vingt ans, il se rapproche de la danse contemporaine et collabore avec des chorégraphes, à la fois comme documentariste (Mathile Monnier, Josef Nadj, Dominique Boivin, Christian Rizzo) et comme interprète (Ami Garmon, Régis Huvier, Felix Ruckert, Julie Desprairies). Cette immersion dans la danse influence durablement son regard et sa manière d’aborder le cinéma.
En 1997, il est résident au Fresnoy, Studio national des arts contemporains à Tourcoing, où il déploie son écriture interdisciplinaire. En 2004, grâce à une bourse Villa Médicis hors-les-murs de l’AFAA, il réalise au Brésil le long métrage Celui qui aime a raison. Ce projet marque un tournant dans son travail, l’amenant à approfondir la représentation de la ville et de l’architecture, une réflexion qui se poursuit avec L'Italie (2012) et Borobudur (2015).
L’ensemble de ses œuvres audiovisuelles en relation avec la danse a fait l’objet d’un dépôt d’archives au Centre national de la danse (CN D). à Pantin en 2021, témoignant de son engagement dans le dialogue entre le cinéma et la chorégraphie.

## Réalisations cinéma et vidéo
Ensemble des films réalisés, projets personnels et travaux de commande (section en cours de rédaction et de mise à jour).
- 1986 : Angela, Denis et moi, court métrage, VHS, 35 min
- 1986 : Répétition, court métrage, S8, 2 min 57 s
- 1987 : sans titre [Angela-Arnold], court métrage, S8, 8 min
- 1987 : Samuel, court métrage, S8, 10 min
- 1987 : Histoire de ma mort - Last but not Least - Remember him who passion's lover, court métrage, S8, 9 min
- 1987 : L'Adieu, long et court métrage, Umatic, 120 min et 16 min
- 1988 : Des endroits où ne poussent pas les arbres, court métrage, S8, 12 min
- 1988 : Alphabet, 8 pochoirs à Londres (réalisé en collaboration avec Stéphanie Latour), court métrage, Umatic, 37 min
- 1988 : Je m'appelle Nathalie, court métrage, U-matic, 15 min
- 1989 : D'autres disent…, court métrage, V8, 7 min
- 1990 : De toi en toi de soi (Angela & Arnold), V8, 4 min 10 s
- 1990 : Old Cathedral Town, court métrage, U-matic, 4 min
- 1990 : Laisser derrière soi, court métrage, U-matic, 2 min 30 s
- 1990 : Ils paraissaient indifférents à ces apparences de désordres, court métrage, U-matic, 13 min
- 1990 : Instants d'Angers, documentaire, U-matic, 17 min
- 1990 : C'est une colline, court métrage, V8, 3 min
- 1992 : Viens, court métrage, U-matic, 10 min
- 1993 : Le Faune dévoilé, documentaire U-matic, 20 min
- 1994 : Les scènes de l'Europe, coréalisé avec Annie Gonzalez, documentaire Beta SP, 52 min
- 1994 : Beaucoup d'amour, documentaire, U-matic, 29 min
- 1995 : On va faire les indiens, journal, U-matic, 18 min
- 1995 : Je t'aime, journal, U-matic, 25 min
- 1996 : Atcha, documentaire, réalisé en collaboration avec Vladimir Léon, documentaire U-matic, 52 min
- 1996 : Angela, court métrage, Beta SP, 30 min
- 1998 : C'est ici que je donne des baisers, court métrage, 16mm, 25 min
- 1999 : En regardant c'est merveilleux, court métrage, Beta num, 9 min
- 2000 : L'agrippine de Hændel, production INA, documentaire, Beta num, 53 min
- 2000 : C'est merveilleux, court métrage, Beta num, 34 min
- 2001 : [my man], court métrage, DVcam, 8 min
- 2001 : aurevoiretmerci (Pina Bausch), court métrage, DVcam, 4 min 17 s
- 2002 : Ça, c'est l'amour, court métrage, DVcam, 4 min 17 s
- 2002 : Le Train Bleu, court métrage, DVcam, 2 min 36 s
- 2002 : À l'envers, court métrage, DVcam, 1 min 03 s
- 2002 : Montesanto, court métrage, DVcam, 2 min 42 s
- 2002 : Enchaînés, court métrage, DVcam, 1 min 59 s
- 2002 : C'est ça, l'amour, court métrage, DVcam, 2 min 03 s
- 2002 : Telefonando, court métrage, DVcam, 2 min 58 s
- 2002 : Two Michael Snow, court métrage, DVcam, 4 s
- 2002 : Tous ont besoin d'amour [palermo], court métrage, DVcam, 25 s
- 2003 : La notte, court métrage, DVcam, 3 min 30 s
- 2003 : Il cielo in una stanza, court métrage, DVcam, 2 min 02 s
- 2003 : Tous ont besoin d'amour [barcelona], court métrage, DVcam, 20 min
- 2003 : Après Philadelphie, court métrage, DVcam, 2 min 32 s
- 2003 : Réservé, court métrage, DVcam, 12 min
- 2003 : Belvedere, documentaire, DVcam, 40 min
- 2004 : Tous ont besoin d'amour [via dolce], court métrage, Beta num, 35 min
- 2004 : I paesi che vagheggiamo occupano in ogni momento molto piu spazio..., court métrage, Beta num, 28 min
- 2004 : Ensembles, court métrage, DVcam, 5 min
- 2004 : Allégresse Allegrezza, court métrage, DVcam, 16 min
- 2004 : Corpo de Bailé - Lord Palace Hôtel, documentaire, DVcam, 20 min
- 2004 : S’y mettre à l’infini, court métrage, prix du Pavillon, Festival Côté Court de Pantin, 2005, DVcam, 20 min
- 2005 : LUMINA, coréalisé avec Carlotta Miceli et Christian Bang, DVcam, 7 min 47 s
- 2005 : Celui qui aime a raison, long métrage, DVcam, 66 min
- 2005 : On essaye, documentaire sur le chorégraphe Christian Rizzo, DVcam, 42 min
- 2005 : Abraço, court métrage, coréalisé avec Julie Desprairies, DVcam, 13 min
- 2005 : Le Paradis est où je suis, court métrage vidéo, 2e prix du 1er Festival Pocket film de Paris, tournage 3G, DVcam, 4 min 42 s
- 2006 : Barbara Carlotti, EPK promotionnel, DVcam, 10 min (commande)
- 2006 : Il faut aimer son prochain, les autres sont trop loin, court métrage, DVcam, 40 min
- 2007 : Le Voyage en Italie, court métrage, tournage 3G, DVcam, 58 min
- 2007 : Pendant ce temps, dans une autre partie de la forêt, court métrage, DVcam, 25 min
- 2007 : Portrait d'artistes, Vincent Madame et Sarkis, court métrage, DVcam, 4 min 30 s et 2 min 50 s
- 2008 : Lapsus, film d'après un solo de Maria Donata D'Urso, DVcam, 15 min
- 2008 : Dialogue avec RAZ (Rabah Ameur-Zaïmeche), documentaire, HD, 26 min (commande)
- 2008 : REGARDER, COMPRENDRE, CRÉER (culture en danger), clip de mobilisation, HD, 1 min (commande)
- 2008 : Les Trois Contents, vidéo coréalisée avec la chorégraphe Julie Desprairies, DVcam, 16 min
- 2009 : Notre amour, documentaire sur la création chorégraphique de Christian Rizzo mon amour. Une production Les Films de la Liberté, DVCPro, 45 min
- 2010 : La vie continuera sans moi, court métrage, DVCpro, 16 min
- 2010 : La Chanteuse et le Ver de terre, court métrage, HD, 12 min
- 2011 : Strata, captation du spectacle de Maria Donata D'Urso, DVCpro, 40 min
- 2011 : C'est déjà demain, vidéo dans le projet déambulatoire de la Cie A Table, DVCpro, 12 min
- 2012 : Camera Obscura, court métrage, DVCpro, 7 min 45 s
- 2012 : Les trois têtes, film de danse documentaire coréalisé avec Mickaël Phelippeau, DVCpro, 24 min
- 2012 : L'Italie, court métrage. Une production bathysphère productions, 35 mm/HD, 22 min
- 2012 : Hasta siempre, amor-Buenos Aires, court métrage, HD, 3 min 37 s
- 2013 : Si c'est une île, c'est la Sicile, moyen métrage, DVCpro, 44 min
- 2015 : Borobudur, long métrage. Une production Too Many Cowboys, HD, 80 min - Prix FNC Lab long-métrage, 44e édition Festival du Nouveau Cinéma de Montréal
- 2015 : Rue des Haies, court métrage, HD, 22 s
- 2015 : Chambre avec vues, rue des Haies, court métrage, HD, 1 min 24 s
- 2015 : Vue sur la cour, court métrage, HD, 1 min 26 s
- 2015 : Twist Alone, court métrage, HD, 5 min 43 s
- 2015 : Samuel, captation du spectacle de Pascal Merighi, moyen métrage + trailer, HD, 56 min 20 s et 3 min 36 s
- 2015 : Amore Moderno, court métrage, HD, 1 min 24 s
- 2017 : Une pluie d'été / Uma chuva de verão, moyen métrage, DCP, 41 min
- 2018 : Soyez tendre, carte de vœux vidéo de l'école Camondo, court métrage, HD, 1 min
- 2018 : Le Programme Égalité des chances de l'École Camondo, court métrage, HD, 8 min 11 s
- 2018 : L'Amour moderne [le jour la nuit], court métrage, HD, 9 min 42 s
- 2018 : Le Danseur, l'Automobiliste et le Jardinier, court métrage, HD, 12 min
- 2019 : Prendre l'espace, donner le mouvement, carte de vœux vidéo de l'école Camondo, court métrage HD, 45 s
- 2019 : La Beauté du geste, cinq courts métrages documentaires, Théâtre Brétigny/Compagnie des prairies, HD
- 2019 : Refaire le Monde, cinq courts métrages documentaire, École Camondo/Le Monde, HD, 21 min
- 2019 : Bonjour Bonsoir, court métrage, HD, 3 min 42 s
- 2019 : L'Amour moderne [allemagne], HD, 11 min
- 2019 : La Chanson de geste de Paris-Belleville, court métrage, HD, 1 min 41 s
- 2019 : L'Amour moderne [solitude], HD, 35 min
- 2020 : Ivry-sur-Seine, HD, 9 min
- 2023 : Terrazzo, HD, 15 min
- 2024 : Mosaïko, HD, 18 min

## Installations et expositions
Travaux présentés sous forme d'installations vidéo ou sonores.
- 1988 : Warmth and Dazzling (Chaleur et Éblouissement), installation vidéo VHS, 80 min
- 1990 : D'une journée surchargée…, installation vidéo, 2 moniteur U-matic, 2 × 6 min
- 1998 : Désiré, installation vidéo, U-matic, 2 × 33 min
- 1998 : La Joy, installation photographique, 1 diapositive + 1 bande son, 30 min
- 1998 : Nous n'allons pas mourir ?, installation photographique de 42 images + bande son, 19 min
- 2000 : C'est merveilleux, installation sonore pour le film du même non et son spatialisé, boucle de 33 min
- 2004 : I paesi che vagheggiamo occupano in ogni momento molto piu spazio..., installation vidéo, 2 × 30 min
- 2005 : Les plaques, Exposition des artistes résidents à la Cité des Arts de Paris. Présentation de deux plaques de marbre gravées.
- 2008 : Les trois contents, installation vidéo coréalisée avec la chorégraphe Julie Desprairies, DVcam, 2 × 16 min
- 2012 : La Fabrique des Films, exposition à l’initiative de pointligneplan, présentée du 6 juin au 16 juillet 2012 à la Maison d’Art Bernard Anthonioz de Nogent-sur-Marne, sous la direction de Jean Breschand et Christian Merlhiot.
- 2017 : Douze films réalisés et déployés dans l'exposition "Lina Bo Bardi, enseignements partagés"[7], ENSA de Paris-Belleville : Exposition : récit d'une fabrique, 30 min ; Fora Temer Agora, 8 min ; La discussion autour du SESC Pompeia et du MASP, 59 min ; Les mots de Lina, 58 min ; Mode d'emploi - La fabrique du mobilier, 65 min ; Mode d'emploi - La fabrique des maquettes, 64 min ; Mode d'emploi - la fabrique des maquettes d'études, 25 min ; Mode d'emploi - La fabrique des structures d'exposition, des chevalets du MASP et de la fenêtre du SESC Pompeia, 54 min ; Visite Rome, 28 min, Visite São Paulo, 86 min ; Une pluie d'été, 41 min
- 2018 : L'amour moderne [le jour la nuit], installation double écran,HD, 9 min 42 s
- 2019 : Wuppertal, un film exposé, Installation comprenant La Machine de Peur, le film Tourné de page et 28 photographies de repérages Exposition présentée dans la Mezzanine basse de l’ENSA-PB[8], du 28 mars au 11 avril 2019.
- 2019 : Lina Bo Bardi, enseignements partagés[7], ENSA de Paris-Belleville : Exposition dans le cadre de la 2° Biennale d'Architecture d'Orléans[9] : L'amour moderne [solitude], HD, 35 min ; Une pluie d'été, 41 min ; Les mots de Lina, 58 min ; Mode d'emploi - La fabrique du mobilier, 65 min ; Mode d'emploi - La fabrique des maquettes, 64 min ; Mode d'emploi - La fabrique des structures d'exposition, des chevalets du MASP et de la fenêtre du SESC Pompeia, 54 min.
- 2019 : La première fois, installation sonore sur un texte de Anne-Marie Garat, La maison du crieur, Montauban, rencontres littéraires Lettres d'Automne[10], Montauban

## Radio
Arnold Pasquier a produit quelques émissions pour l'Atelier de création radiophonique de France Culture sous la direction de Marina Babakoff, Frank Smith et Philippe Langlois.
- 2002 : Ça, c'est l'amour, Documentaire A.C.R., France Culture.
- 2003 : De l'autre côté de la montagne, Documentaire, A.C.R., France Culture.
- 2006 : Les Cow-boys et les Indiens, Documentaire, A.C.R., France Culture.
- 2006 : Voici mon théâtre : 1/60 min, Documentaire, A.C.R., France Culture.
- 2007 : Vue de la fenêtre, Documentaire, Paris Quartier d'été, Soundrop.
- 2009 : Dominique Mercy donne Orphée, Essai, A.C.R., France Culture.
- 2009 : S'entretenir (10 portraits de Français), Documentaire, A.C.R., France Culture.

## Mise en scènes et scénographies
Mises en scène de spectacles de théâtre et d'opéras et scénographies.
- 1995 : Les fruits tombants sans qu'on les cueille, chorégraphie et mise en scène en collaboration avec Didier Bastide, Production : Théâtre Gorki, Tachkent, Ouzbékistan.
- 1999 : C'est merveilleux, Le Fresnoy, Studio national des arts contemporains, Tourcoing.
- 2000 : Anacréon ou l'Amour fugitif, réalisation des vidéos (décors et en direct sur scène), mise en scène de Christian Gangneron, présenté au Pala Fenice al Tronchetto, Teatro La Fenice, Venezia,
- 2001 : La Verita in cimento, dispositif video pour un opéra d'Antonio Vivaldi, mis en scène par Christian Gangneron dans une scénographie de Thierry Leproust, une production ARCAL.
- 2002 : Le Château des Carpates, dispositif video pour un spectacle musical, mis en scène par Xavier Ricard, une production ARCAL.
- 2003 : Un obus dans le cœur et Mot de passe, projection de diapositives et vidéos pour un spectacle de théâtre de Christian Gangneron, une production ARCAL.
- 2004 : Têtes pansues, images vidéos pour un spectacle de Christian Gangneron, Arcal, Ensemble 2e2m.
- 2007 : Hommage à Maria Callas, La Fenice, Venise, Italie.
- 2007 : Le Requiem, opéra contemporain sur un livret de Jean Cocteau et une musique d'Antoine Duhamel, opéra, Théâtre de l’Apostrophe, Scène nationale de Cergy-Pontoise, 75 min
- 2008 : Les Grands Airs de l’opérette Viennoise, Théâtre Olympe de Gouges, Montauban.
- 2008 : Hôtel Senigallia, Performance, Satellite Brindeau, Le Havre.
- 2008 : Dialogues de Carmen, Spectacle d’après Carmen de G. Bizet, Palais des Papes, Avignon.
- 2010 : Paramount, projection de photographies, concert de Gérald Kurdian (This is the Hello Monster !).
- 2011: Illumination de la Cour du Palais des Doges, Mise en lumière, spectacle, Cour d’honneur Palais des Doges, Venise.
- 2017: L'Amour moderne [Paris], Atelier « inter-écoles » Fémis / Conservatoire d’art dramatique, réalisation d’un film présenté sous forme d’une performance lors de la restitution des projets le samedi 1er avril 2017.
- 2017: O amor moderno [Minhocão], performance,13/07/2017, arte VERBO, Galeria Vermelho, São Paulo, Brazil.

## Chef-opérateur et monteur
Collabore comme chef-opérateur et monteur sur des réalisations de films.
- 2006 : Le Vent, le vent de Frank Smith (m.m, image DVcam, montage)
- 2006 : Dancing Killing de François Nouguiès (l.m, image DVcam, montage)
- 2006 : Le Brahmane du Komintern de Vladimir Léon (l.m, image DVcam, son)
- 2008 : Capitaine Par Exemple de Thomas Bauer (m.m, image HD)
- 2008 : Adieu la rue des radiateurs (Nina) de Vladimir Léon (c.m, image HD)
- 2008 : Le Garçon avec les cheveux dans les yeux de Christophe Pellet (c.m, image HD)
- 2008 : La Dérive de Philippe Terrier-Hermann (m.m, image HD)
- 2009 : Eureka de Frank Smith (m.m, image DVcam, montage)
- 2010 : Dans la nuit de Stéphanie Ditche & Plus de sera la chute de Christophe Pellet dans le programme de films Les dernières répliques (c.m, image HD)
- 2013 : Orlando Ferito de Vincent Dieutre (l.m, image HD)
- 2015 : Viaggio nella dopo-storia de Vincent Dieutre (l.m, image HD)
- 2015 : Le Film des questions de Frank Smith (m.m., image HD, montage)
- 2016 : Les bandes annonces du Moulin d'Andé, programme de 16 courts métrages réalisé pour le Céci.
- 2015 : Trilogie de nos vies défaites de Vincent Dieutre (l.m, image HD)
- 2016 : Le Film des visages de Frank Smith (m.m., image HD, montage)
- 2017 : Le Film de l'impossible de Frank Smith (l.m., image HD, montage)
- 2018 : Le Film du dehors de Frank Smith (l.m., image HD, montage)
- 2018 : 50+1 Cinétracts de Frank Smith (l.m., montage)
- 2018 : Cercle, Carré, Rectangle, (c.m, image HD) films réalisés lors des répétitions du projet chorégraphique de Julie Desprairies au Théâtre Malraux, scène nationale, Chambéry Savoie en mai 2018.
- 2019 : Le Film à jamais de Frank Smith (l.m., image HD)
- 2019 : Berlin Based de Vincent Dieutre (l.m, image HD)
- 2019 : Le Film de l'absence de Frank Smith (l.m., image HD)
- 2020 : Si c'était de l'amour, de Patric Chiha (l.m., image HD), images d'archives de 1988 dans le montage.
- 2022 : This is the End, de Vincent Dieutre (l.m, image HD).
- 2023 : Le Film des îles solitaires de Frank Smith (m.m, montage HD)
- 2023 : Le Film du 38ème parallèle de Frank Smith (m.m, montage HD)

## Acteur et danseur
L'intérêt pour la danse contemporaine a amené Arnold Pasquier à travailler comme danseur et occasionnellement comme acteur.
- 1991 : Je peux faire pire, chorégraphie de Ami Garmon, Cie F.I.A.S.C.O
- 1992 : Et ils barjottent, chorégraphie de Régis Huvier, Cie L'Arrache Cœur.
- 1993 : Un à deux comprimés par jour, chorégraphie de Ami Garmon, Cie F.I.A.S.C.O
- 1994 : Die Küche - La Cuisine - Color, chorégraphie de Felix Rückert
- 1999 : La Redonne, court métrage d'Éva Truffaut
- 2003 : Le Monde vivant, long métrage d'Eugène Green
- 2005 : La danse en libre accès, parcours chorégraphique de Julie Desprairies pour la Bibliothèque Publique d'Information du Centre Pompidou, Nuit blanche
- 2005 : Vue sur la mer, parcours chorégraphique pour de Julie Desprairies pour l'aéroport Santos Dumont de Rio de Janeiro dans le cadre du festival Riocenacontemporânea
- 2006 : Là commence le ciel, parcours chorégraphique de Julie Desprairies pour les gratte-ciels de Villeurbanne, Biennale de la Danse de Lyon
- 2007 : 1380°, parcours chorégraphique de Julie Desprairies pour la Manufacture de Sèvres
- 2007 : Guillaume et les sortilèges, moyen métrage de Pierre Léon
- 2012 : Il 5 aprile mi uccido (Le 5 avril je me tue), moyen métrage de Sergio Canneto
- 2015 : L'Architecte de Saint-Gaudens, moyen métrage de Julie Desprairies et Serge Bozon avec une musique de Mehdi Zannad.

## Festivals
Le travail d’Arnold Pasquier est présenté dans des festivals de cinéma et dans des circuits de diffusion d’art vidéo.
- Locarno Film festival ;
- Vidéodanse, Centre Pompidou, Paris ;
- Festival Côté Court, Pantin ;
- Festival Vidéoformes, Clermont-Ferrand ;
- Roma film festival ;
- Mostra internazionale del Nuovo Cinema di Pesaro ;
- Infinity festival, Alba ;
- La Cinémathèque française, Paris ;
- Galerie Nationale du Jeu de Paume, Paris ;
- Journées cinématographiques dionysiennes, Saint-Denis ;
- pointligneplan, Paris ;
- Festival Traverse vidéo, Toulouse ;
- Les Rencontres Internationales Paris/Berlin ;
- Festival Tous Courts, Aix-en-Provence ;
- Festival Bandit-Mages, Bourges ;
- Biennale de Busan, Corée du sud ;
- Torino LGBT film festival ;
- Fid, Marseille ;
- Sicilia Queer filmfest, Palermo ;
- Festival du nouveau cinéma de Montréal, Canada ;